# Jennifer E. Jones
Jennifer E. Jones (1967) es una ejecutiva de comunicaciones canadiense. Es la fundadora y presidenta de Media Street Productions, y ha desempeñado varios cargos dentro del Rotary International como vicepresidenta, directora, fiduciaria de la Fundación Rotaria y copresidenta de la campaña de recaudación de fondos "End Polio Now: Make History Today". Es la primera mujer elegida para el cargo de presidente de la organización rotaria, durante el período 2022/23.

## Reseña biográfica
Jennifer E. Jones una empresa de medios de comunicación con 27 años de existencia ubicada en Windsor (Ontario). Ella es socia del Club Rotario de Windsor-Roseland, se desempeña actualmente como Presidente de Rotary International, es la primera mujer en cargo desde la existencia del club.
Trabajó en la organización del Día del Golf contra la Polio de Rotary en conjunto con el embajador contra la polio Jack Nicklaus en Júpiter, Florida (EE. UU.), evento que recaudó más de USD 5,25 millones para la erradicación de la poliomielitis. También dirigió el evento virtual #RotaryResponds en mayo de 2020, el cual recaudó fondos para proyectos de ayuda relacionados con la COVID-19 y mostró cómo los socios de Rotary estaban haciendo frente a la pandemia en todo el mundo.

## Distinciones
- Premio Dar de Sí Antes de Pensar en Sí de Rotary International
- Citación por Servicio Meritorio de la Fundación Rotaria.
- Medalla de la Paz de la YMCA
- Medalla del Jubileo de Diamante de la Reina
- Community Peacemaker de la Universidad Estatal Wayne